# Christos Terzanidis
Christos Terzanidis (griechisch Χρήστος Τερζανίδης; * 13. Februar 1945) ist ein ehemaliger griechischer Fußballspieler.

## Karriere
Terzanidis begann seine Karriere 1969 bei PAOK Thessaloniki. Er wurde mit den schwarz-weißen 1976 griechischer Meister und gewann zweimal den griechischen Pokal. 1977 wechselte er nach Athen zu Panathinaikos. In vier Jahren Pana konnte er keinen Titel erringen.
Terzanidis spielte 27 Mal für die griechische Nationalmannschaft und erzielte dabei ein Tor. Er nahm an der Fußball-Europameisterschaft 1980 in Italien teil. Der Mittelfeldspieler wurde zweimal eingesetzt. 

## Erfolge
- Griechischer Meister: 1976
- Griechischer Pokalsieger: 1972, 1974